# Ferula persica
Ferula persica är en flockblommig växtart som beskrevs av John Sims. Ferula persica ingår i släktet stinkflokesläktet, och familjen flockblommiga växter. Inga underarter finns listade i Catalogue of Life.